# Хронология пилотируемых космических полётов (2020-е)

## 2020 год
| №   | Экипаж                                                | Корабль доставки                          | Станция                           | Корабль возвращения                    | Достижения                                                       | Продолжительность          |
| --- | ----------------------------------------------------- | ----------------------------------------- | --------------------------------- | -------------------------------------- | ---------------------------------------------------------------- | -------------------------- |
| 317 | Анатолий Иванишин Иван Вагнер Крис Кэссиди            | 9 апреля 2020 Союз МС-16                  | МКС Экспедиция-62 / Экспедиция-63 | 22 октября 2020 Союз МС-16             | 62-й полёт «Союза» к МКС.                                        | 195 дней 18 часов 49 минут |
| 318 | Даглас Хёрли Боб Бенкен                               | 30 мая 2020 SpaceX DM-2 «Endeavour»       | МКС                               | 2 августа 2020 SpaceX DM-2 «Endeavour» | 1-й пилотируемый полёт Dragon 2 к МКС.                           | 63 дня 23 часа 25 минут    |
| 319 | Сергей Рыжиков Сергей Кудь-Сверчков Кэтлин Рубинс     | 14 октября 2020 Союз МС-17                | МКС Экспедиция-63 / Экспедиция-64 | 17 апреля 2021 Союз МС-17              | 63-й полёт «Союза» к МКС.                                        | 184 дня 23 часа 10 минут   |
| 320 | Майкл Хопкинс Виктор Гловер Соити Ногути Шеннон Уокер | 16 ноября 2020 SpaceX Crew-1 «Resilience» | МКС Экспедиция-64 / Экспедиция-65 | 2 мая 2021 SpaceX Crew-1 «Resilience»  | 2-й пилотируемый и первый эксплуатационный полёт Dragon 2 к МКС. | 167 дней 06 часов 28 минут |

Итоги года
- Космонавтов России — 124 (+2 за год); Пилотируемых полётов России — 149 (+2 за год)
- Астронавтов США — 346 (+1 за год); Пилотируемых полётов США — 165 (+2 за год)
- Тайконавтов Китая — 11 (+0 за год) ; Пилотируемых полётов Китая — 6 (+0 за год)
- Космонавтов других стран — 84 (+0 за год);
- Всего астронавтов и космонавтов — 565 (+3 за год)
- Всего пилотируемых полётов — 320 (+4 за год)

## 2021 год
| №   | Экипаж                                                       | Корабль доставки                                 | Станция                                           | Корабль возвращения                              | Достижения                                                                                      | Продолжительность           |
| --- | ------------------------------------------------------------ | ------------------------------------------------ | ------------------------------------------------- | ------------------------------------------------ | ----------------------------------------------------------------------------------------------- | --------------------------- |
| 321 | Олег Новицкий                                                | 9 апреля 2021 Союз МС-18 «Ю. А. Гагарин»         | МКС Экспедиция-64 / Экспедиция-65                 | 17 октября 2021 Союз МС-18 «Ю. А. Гагарин»       | 64-й полёт «Союза» к МКС.                                                                       | 190 дней 20 часов 53 минуты |
| 321 | Пётр Дубров Марк Ванде Хай                                   | 9 апреля 2021 Союз МС-18 «Ю. А. Гагарин»         | МКС Экспедиция-64 / Экспедиция-65 / Экспедиция-66 | 30 марта 2022 Союз МС-19                         | 64-й полёт «Союза» к МКС. Космонавты провели почти год на орбите.                               | 355 дней 3 часа 45 минут    |
| 322 | Шейн Кимбро Меган Макартур Акихико Хосидэ Тома Песке         | 23 апреля 2021 SpaceX Crew-2 «Endeavour»         | МКС Экспедиция-65 / Экспедиция-66                 | 9 ноября 2021 SpaceX Crew-2 «Endeavour»          | 3-й пилотируемый и 2-й эксплуатационный полёт Dragon 2 к МКС.                                   | 198 дней 9 часов 57 минут   |
| 323 | Не Хайшэн Лю Бомин Тан Хунбо                                 | 17 июня 2021 Шэньчжоу-12                         | Тяньгун                                           | 17 сентября 2021 Шэньчжоу-12                     | 1-й пилотируемый полёт к ОС «Тяньгун».                                                          | 92 дня 4 часа 11 минут      |
| 324 | Джаред Айзекман Шан Проктор Кристофер Семброски Хейли Арсено | 16 сентября 2021 SpaceX Inspirati④n «Resilience» |                                                   | 18 сентября 2021 SpaceX Inspirati④n «Resilience» | 1-й полностью частный орбитальный космический полёт. Впервые в космосе одновременно 14 человек. | 2 дня 23 часа 3 минуты      |
| 325 | Клим Шипенко Юлия Пересильд                                  | 5 октября 2021 Союз МС-19                        | МКС                                               | 17 октября 2021 Союз МС-18 «Ю. А. Гагарин»       | 65-й полёт «Союза» к МКС. Кинопроект «Вызов».                                                   | 11 дней 16 часов 13 минут   |
| 325 | Антон Шкаплеров                                              | 5 октября 2021 Союз МС-19                        | МКС Экспедиция-65 / Экспедиция-66                 | 30 марта 2022 Союз МС-19                         | 65-й полёт «Союза» к МКС                                                                        | 176 дня 02 часа 33 минуты   |
| 326 | Чжай Чжиган Ван Япин Е Гуанфу                                | 16 октября 2021 Шэньчжоу-13                      | Тяньгун                                           | 16 апреля 2022 Шэньчжоу-13                       | 2-й пилотируемый полёт к ОС «Тяньгун».                                                          | 182 дня 9 часов 33 минут    |
| 327 | Раджа Чари Томас Маршбёрн Матиас Маурер Кейла Бэррон         | 11 ноября 2021 SpaceX Crew-3 «Endurance»         | МКС Экспедиция-66 / Экспедиция-67                 | 6 мая 2022 SpaceX Crew-3 «Endurance»             | 4-й пилотируемый и 3-й эксплуатационный полёт Dragon 2 к МКС.                                   | 176 дней 2 часа 39 минут    |
| 328 | Александр Мисуркин Юсаку Маэдзава Ёдзо Хирано                | 8 декабря 2021 Союз МС-20                        | МКС                                               | 20 декабря 2021 Союз МС-20                       | 66-й полёт «Союза» к МКС. Туристическая миссия.                                                 | 11 дней 19 часов 35 минут   |

Итоги года
- Космонавтов России — 127 (+3 за год); Пилотируемых полётов России — 152 (+3 за год)
- Астронавтов США — 352 (+6 за год); Пилотируемых полётов США — 168 (+3 за год)
- Тайконавтов Китая — 13 (+2 за год); Пилотируемых полётов Китая — 8 (+2 за год)
- Космонавтов других стран — 87 (+3 за год);
- Всего астронавтов и космонавтов — 579 (+14 за год)
- Всего пилотируемых полётов — 328 (+8 за год)
- 16 сентября 2021 побит рекорд по количеству людей одновременно находящихся на околоземной орбите — 14 человек (+1 с марта 1995)

## 2022 год
| №   | Экипаж                                                            | Корабль доставки                                | Станция                                         | Корабль возвращения                         | Достижения                                                                                   | Продолжительность          |
| --- | ----------------------------------------------------------------- | ----------------------------------------------- | ----------------------------------------------- | ------------------------------------------- | -------------------------------------------------------------------------------------------- | -------------------------- |
| 329 | Олег Артемьев Денис Матвеев Сергей Корсаков                       | 18 марта 2022 Союз МС-21 «С. П. Королёв»        | МКС Экспедиция-66 / Экспедиция-67               | 29 сентября 2022 Союз МС-21 «С. П. Королёв» | 67-й полёт «Союза» к МКС.                                                                    | 194 дня 19 часов 1 минута  |
| 330 | Майкл Лопес-Алегрия Ларри Коннор Эйтан Стиббе Марк Пати           | 8 апреля 2022 SpaceX AX-1 «Endeavour»           | МКС                                             | 25 апреля 2022 SpaceX AX-1 «Endeavour»      | 5-й пилотируемый полёт Dragon 2 к МКС. 1-я полностью частная туристическая экспедиция к МКС. | 17 дней 1 час 49 минут     |
| 331 | Челл Линдгрен Роберт Хайнс Саманта Кристофоретти Джессика Уоткинс | 27 апреля 2022 SpaceX Crew-4 «Freedom»          | МКС Экспедиция-67 / Экспедиция-68               | 14 октября 2022 SpaceX Crew-4 «Freedom»     | 6-й пилотируемый и 4-й эксплуатационный полёт Dragon 2 к МКС.                                | 170 дней 13 часов 3 минуты |
| 332 | Чэнь Дун Лю Ян Цай Сюйчжэ                                         | 5 июня 2022 Шэньчжоу-14                         | Тяньгун                                         | 4 декабря 2022 Шэньчжоу-14                  | 3-й пилотируемый полёт к ОС «Тяньгун».                                                       | 182 дня 9 часов 25 минут   |
| 333 | Сергей Прокопьев Дмитрий Петелин Франсиско Рубио                  | 21 сентября 2022 Союз МС-22 «К. Э. Циолковский» | МКС Экспедиция-67 / Экспедиция-68/Экспедиция-69 | 27 сентября 2023 Союз МС-23                 | 68-й полёт «Союза» к МКС.                                                                    | 370 дней 21 час 22 минуты  |
| 334 | Николь Манн Джош Кассада Коити Ваката Анна Кикина                 | 5 октября 2022 SpaceX Crew-5 «Endurance»        | МКС Экспедиция-68 / Экспедиция-69               | 11 марта 2023 SpaceX Crew-5 «Endurance»     | 7-й пилотируемый и 5-й эксплуатационный полёт Dragon 2 к МКС.                                | 157 дней 10 часов 1 минута |
| 335 | Фэй Цзюньлун Дэн Цинмин Чжан Лу                                   | 29 ноября 2022 Шэньчжоу-15                      | Тяньгун                                         | 3 июня 2023 Шэньчжоу-15                     | 4-й пилотируемый полёт к ОС «Тяньгун».                                                       | 186 дней 7 часов 24 минуты |

Итоги года
- Космонавтов России — 131 (+4 за год); Пилотируемых полётов России — 154 (+2 за год)
- Астронавтов США — 358 (+6 за год); Пилотируемых полётов США — 171 (+3 за год)
- Тайконавтов Китая — 16 (+3 за год); Пилотируемых полётов Китая — 10 (+2 за год)
- Космонавтов других стран — 89 (+2 за год);
- Всего астронавтов и космонавтов — 594 (+15 за год)
- Всего пилотируемых полётов — 335 (+7 за год)

## 2023 год
| №   | Экипаж                                                             | Корабль доставки                          | Станция                                         | Корабль возвращения                       | Достижения | Продолжительность          |
| --- | ------------------------------------------------------------------ | ----------------------------------------- | ----------------------------------------------- | ----------------------------------------- | --- | -------------------------- |
| 336 | Стивен Боуэн Уоррен Хобург Султан Аль-Нейади Андрей Федяев         | 2 марта 2023 SpaceX Crew-6 «Endeavour»    | МКС Экспедиция-68 / Экспедиция-69               | 4 сентября 2023 SpaceX Crew-6 «Endeavour» | 8-й пилотируемый и 6-й эксплуатационный полёт Dragon 2 к МКС. Впервые пилотируемый космический корабль на орбите суммарно больше года.            | 185 дней 22 часа 42 минуты |
| 337 | Пегги Уитсон Джон Шоффнер Али Аль-Карни Райяна Барнави             | 21 мая 2023 SpaceX AX-2 «Freedom»         | МКС                                             | 31 мая 2023 SpaceX AX-2 «Freedom»         | 9-й пилотируемый полёт Dragon 2 к МКС. 2-я полностью частная туристическая экспедиция к МКС.                                                      | 9 дней 5 часов 26 минут    |
| 338 | Цзин Хайпэн Чжу Янчжу Гуй Хайчао                                   | 30 мая 2023 Шэньчжоу-16                   | Тяньгун                                         | 31 октября 2023 Шэньчжоу-16               | 5-й пилотируемый полёт к ОС «Тяньгун». Впервые в космосе одновременно 17 человек.                                                                 | 153 дня 22 часа 40 минут   |
| 339 | Жасмин Могбели Андреас Могенсен Сатоси Фурукава Константин Борисов | 26 августа 2023 SpaceX Crew-7 «Endurance» | МКС Экспедиция-69 / Экспедиция-70               | 12 марта 2024 SpaceX Crew-7 «Endurance»   | 10-й пилотируемый и 7-й эксплуатационный полёт Dragon 2 к МКС.                                                                                    | 199 дня 2 часа 20 минут    |
| 340 | Олег Кононенко Николай Чуб                                         | 15 сентября 2023 Союз МС-24               | МКС Экспедиция-69 / Экспедиция-70/Экспедиция-71 | 23 сентября 2024 Союз МС-25               | 70-й полёт «Союза» к МКС. Рекорд суммарной продолжительности пребывания в космосе — Кононенко за пять полётов = 26654 ч 58 м (1110 дней 14ч 58м). | 373 дня 20 часов 14 минут  |
| 340 | Лорел О’Хара                                                       | 15 сентября 2023 Союз МС-24               | МКС Экспедиция-69 / Экспедиция-70               | 6 апреля 2024 Союз МС-24                  | 70-й полёт «Союза» к МКС. Рекорд суммарной продолжительности пребывания в космосе — Кононенко за пять полётов = 26654 ч 58 м (1110 дней 14ч 58м). | 203 дня 15 часов 32 минуты |
| 341 | Тан Хунбо Тан Шэнцзе Цзян Синьлинь                                 | 26 октября 2023 Шэньчжоу-17               | Тяньгун                                         | 30 апреля 2024 Шэньчжоу-17                | 6-й пилотируемый полёт к ОС «Тяньгун». | 187 дней 6 часов 32 минуты |

Итоги года
- Космонавтов России — 134 (+3 за год); Пилотируемых полётов России — 155 (+1 за год)
- Астронавтов США — 362 (+4 за год); Пилотируемых полётов США — 174 (+3 за год)
- Тайконавтов Китая — 20 (+4 за год); Пилотируемых полётов Китая — 12 (+2 за год)
- Космонавтов других стран — 92 (+3 за год);
- Всего астронавтов и космонавтов — 608 (+14 за год)
- Всего пилотируемых полётов — 341 (+6 за год)
- 30 мая 2023 побит рекорд по количеству людей одновременно находящихся на околоземной орбите — 17 человек (+3 с сентября 2021)

## 2024 год
| №   | Экипаж                                                              | Корабль доставки                           | Станция                           | Корабль возвращения                        | Достижения | Продолжительность          |
| --- | ------------------------------------------------------------------- | ------------------------------------------ | --------------------------------- | ------------------------------------------ | --- | -------------------------- |
| 342 | Майкл Лопес-Алегрия Вальтер Вилладеи Альпер Гезеравджи Маркус Вандт | 18 января 2024 SpaceX AX-3 «Freedom»       | МКС                               | 9 февраля 2024 SpaceX AX-3 «Freedom»       | 11-й пилотируемый полёт Dragon 2 к МКС. 3-я полностью частная туристическая экспедиция к МКС. Альпер Гезеравджи — первый космонавт из Турции. | 21 день 15 часов 40 минут  |
| 343 | Мэттью Доминик Майкл Барратт Джанетт Эппс Александр Гребёнкин       | 4 марта 2024 SpaceX Crew-8 «Endeavour»     | МКС Экспедиция-70 / Экспедиция-71 | 25 октября 2024 SpaceX Crew-8 «Endeavour»  | 12-й пилотируемый и 8-й эксплуатационный полёт Dragon 2 к МКС. 5-й полет корабля Индевор.                                                     | 235 дней 3 часа 35 минут   |
| 344 | Олег Новицкий Марина Василевская                                    | 23 марта 2024 Союз МС-25                   | МКС                               | 6 апреля 2024 Союз МС-24                   | 71-й полёт «Союза» к МКС. Марина Василевская — первая космонавтка из Беларуси.                                                                | 13 дней 18 часов 41 минута |
| 344 | Трейси Колдвелл-Дайсон                                              | 23 марта 2024 Союз МС-25                   | МКС Экспедиция-70/Экспедиция-71   | 23 сентября 2024 Союз МС-25                | 71-й полёт «Союза» к МКС. Марина Василевская — первая космонавтка из Беларуси.                                                                | 183 дня 23 часа 23 минуты  |
| 345 | Е Гуанфу Ли Цун Ли Гуансу                                           | 25 апреля 2024 Шэньчжоу-18                 | Тяньгун                           | 3 ноября 2024 Шэньчжоу-18                  | 7-й пилотируемый полёт к ОС «Тяньгун». | 192 дня 4 часа 25 минут    |
| 346 | Барри Уилмор Сунита Уильямс                                         | 5 июня 2024 Boe-CFT                        | МКС                               | 18 марта 2025 SpaceX Crew-9 «Freedom»      | 1-й пилотируемый полёт Starliner к МКС. | 286 дней 9 часов 4 минуты  |
| 347 | Джаред Айзекман Скотт Потит Сара Гиллис Анна Менон                  | 10 сентября 2024 Polaris Dawn «Resilience» |                                   | 15 сентября 2024 Polaris Dawn «Resilience» | 1-й выход в открытый космос коммерческого астронавта.                                                                                         | 4 дня 22 часа 14 минут     |
| 348 | Алексей Овчинин Иван Вагнер Доналд Петтит                           | 11 сентября 2024 Союз МС-26                | МКС Экспедиция-71/Экспедиция-72   | 20 апреля 2025 Союз МС-26                  | 68-й полёт «Союза» к МКС. Впервые в космосе одновременно 19 человек.                                                                          | 220 дней 8 часов 57 минут  |
| 349 | Ник Хейг Александр Горбунов                                         | 28 сентября 2024 SpaceX Crew-9 «Freedom»   | МКС Экспедиция-72                 | 18 марта 2025 SpaceX Crew-9 «Freedom»      | 14-й пилотируемый и 9-й эксплуатационный полёт Dragon 2 к МКС.                                                                                | 171 день 4 часа 39 минут   |
| 350 | Цай Сюйчжэ Сун Линдун Ван Хаоцзэ                                    | 29 октября 2024 Шэньчжоу-19                | Тяньгун                           | 30 апреля 2025 Шэньчжоу-19                 | 8-й пилотируемый полёт к ОС «Тяньгун». | 182 дня 8 часов 42 минуты  |

Итоги года
- Космонавтов России — 136 (+2 за год); Пилотируемых полётов России — 157 (+2 за год)
- Астронавтов США — 367 (+5 за год); Пилотируемых полётов США — 179 (+5 за год)
- Тайконавтов Китая — 24 (+4 за год); Пилотируемых полётов Китая — 14 (+2 за год)
- Космонавтов других стран — 96 (+4 за год);
- Всего астронавтов и космонавтов — 623 (+15 за год)
- Всего пилотируемых полётов — 350 (+9 за год)
- 11 сентября 2024 побит рекорд по количеству людей одновременно находящихся на околоземной орбите — 19 человек (+2 с мая 2023)
- Побит рекорд суммарной продолжительности пребывания в космосе — Кононенко (за пять полётов) = 26654 ч 58 м (1110 дней 14ч 58м). Предыдущий рекорд был — Падалка (за пять полётов) = 21083 ч 39 м (878 дней 11 ч 31 м).

## 2025 год
| №   | Экипаж                                                  | Корабль доставки                          | Станция                         | Корабль возвращения                       | Достижения | Продолжительность                           |
| --- | ------------------------------------------------------- | ----------------------------------------- | ------------------------------- | ----------------------------------------- | --- | ------------------------------------------- |
| 351 | Энн Макклейн Николь Айерс Такуя Ониши Кирилл Песков     | 14 марта 2025 SpaceX Crew-10 «Endurance»  | МКС Экспедиция-72/Экспедиция-73 | 9 августа 2025 SpaceX Crew-10 «Endurance» | 15-й пилотируемый и 10-й эксплуатационный полёт Dragon 2 к МКС.                                                                          | 145 дней 18 часов 10 минут                  |
| 352 | Ван Чунь Яннике Миккельсен Эрик Филипс Рабеа Рогге      | 1 апреля 2025 Fram2 «Resilience»          |                                 | 4 апреля 2025 Fram2 «Resilience»          | 1-й пилотируемый полет по полярной орбите 1-й астронавт Мальты, Норвегии, Австралии 16-й пилотируемый и 6-й туристический полёт Dragon 2 | 3 дня 14 часов 32 минуты                    |
| 353 | Сергей Рыжиков Алексей Зубрицкий Джонатан Ким           | 8 апреля 2025 Союз МС-27                  | МКС Экспедиция-72/Экспедиция-73 | на орбите                                 | 69-й полёт «Союза» к МКС. | 124дн. 7час.(продолжается) План: ~180 дней  |
| 354 | Чэнь Дун Чэнь Чжунжуй Ван Цзе                           | 24 апреля 2025 Шэньчжоу-20                | Тяньгун                         | на орбите                                 | 9-й пилотируемый полёт к ОС «Тяньгун».                                                                                                   | 108дн. 4час. (продолжается) План: ~180 дней |
| 355 | Пегги Уитсон Шубханшу Шукла Славош Узнаньски Тибор Капу | 25 июня 2025 SpaceX AX-4 «Grace»          | МКС                             | 15 июля 2025 SpaceX AX-4 «Grace»          | 16-й пилотируемый полёт Dragon 2 к МКС. 4-я полностью частная туристическая экспедиция к МКС.                                            | 20 дней 2 часа 59 минут                     |
| 356 | Зена Кардман Эдвард Финк Кимия Юи Олег Платонов         | 1 августа 2025 SpaceX Crew-11 «Endeavour» | МКС Экспедиция-73/Экспедиция-74 | на орбите                                 | 17-й пилотируемый и 11-й эксплуатационный полёт Dragon 2 к МКС. 6-й полет корабля Индевор.                                               | 8дн. 22час. (продолжается) План: ~240 дней  |

Итоги года
- Космонавтов России — 139 (+3 за год); Пилотируемых полётов России — 158 (+1 за год)
- Астронавтов США — 370 (+3 за год); Пилотируемых полётов США — 183 (+4 за год)
- Тайконавтов Китая — 26 (+2 за год); Пилотируемых полётов Китая — 15 (+1 за год)
- Космонавтов других стран — 103 (+7 за год);
- Всего астронавтов и космонавтов — 638 (+15 за год)
- Всего пилотируемых полётов — 356 (+6 за год)